# Taryn Hemmings
Taryn Hemmings (* 26. April 1986 in den USA) ist eine ehemalige US-amerikanische Fußballspielerin.

## Karriere
Hemmings erste Profistation war die WPS-Franchise der Boston Breakers, für die sie in den Jahren 2010 und 2011 29 Erstligaspiele absolvierte. In der Winterpause 2011/12 spielte sie für den australischen W-League-Teilnehmer Canberra United, ehe sie nach Boston zurückkehrte. Die Breakers spielten im Jahr 2012 nach der Auflösung der WPS in der WPSL Elite.
Im Februar 2013 wurde Hemmings vom NWSL-Teilnehmer Chicago Red Stars unter Vertrag genommen. Ihr Ligadebüt gab sie am 14. April 2013 gegen den Seattle Reign FC. Im September 2014 wechselte Hemmings auf Leihbasis bis Jahresende zum dänischen Erstligisten Fortuna Hjørring.
Zur Saison 2016 wurde sie vom Liganeuling Orlando Pride unter Vertrag genommen, beendete jedoch noch vor Saisonbeginn ihre Karriere.

## Erfolge
- 2011/12: Australische Meisterschaft (Canberra United)